# Sufragio universal (relato)
Sufragio universal (título original en inglés: Franchise) es un relato de ciencia ficción de Isaac Asimov escrito en abril de 1955 para la revista If y recopilado en la antología Con la Tierra nos basta. 

## Argumento
Nos encontramos ante una de las famosas historias de Multivac, donde la gran máquina rige la gran mayoría de las decisiones humanas, al menos en Estados Unidos.
Las premisas son sencillas. En el futuro, la ciencia computacional podrá realizar importantes predicciones siempre que a los ordenadores se les suministren todos los datos necesarios. Así, en las elecciones presidenciales del 4 de noviembre de 2008, a Multivac sólo le hace falta indagar el parecer de una sola persona para deducir cuál sería el resultado si votase todo el pueblo. 
La máquina, que posee un control de casi toda la información del país a todos los niveles, solo necesita determinar "el factor humano" para realizar tal predicción. En una sesión de tres horas de duración entrevistará al votante determinado como representativo (no se trata de cualquier persona al azar) acerca de los más diversos temas para ponderar este factor.
El cuento relata el momento en que Norman Muller, un ciudadano común, es elegido como votante por Multivac.